# سیارک ۲۵۵۱۸
سیارک ۲۵۵۱۸ (به انگلیسی: 25518 Paulcitrin، نامگذاری:1999XO101) بیست و پنج هزار و پانصد و هجدهمین سیارک کشف شده‌است که در ۷ دسامبر ۱۹۹۹ کشف شد.
قدر مطلق سیارک برابر ۱۹.۵ است.